# 偶像破壊
偶像破壊（ぐうぞうはかい）とは、ユダヤ教、イスラム教、キリスト教において偶像崇拝の風習を排撃することである。特にキリスト教の運動とされることがある。
また、一般に偶像的とされるもの、例えば伝統的な権威などを批判し排斥することを指すときもあるが、本項でこれは述べない。

## ヘブライ語聖書、旧約聖書
ヘブライ語聖書、旧約聖書には、イスラエルの神が他の宗教の偶像を破壊するように命じた記述がある。

## キリスト教

### 偶像
全てのキリスト教会において、教義上で偶像崇拝（εἰδωλολατρία）は禁じられているが、教会、教派によって破壊する偶像の範囲が異なる。
イコンを偶像と捉えて否定する教会と、偶像と捉えず肯定する教会に分かれる。

### 宣教史
他の宗教を信仰している人々が住む地域への福音宣教によってキリスト教は広まったが、聖ボニファティウスは異教徒たちの拝むオークの木に斧を打ち込んだと伝えられている。
ウラジーミル1世は他宗教の偶像の破壊を命じた。

### カトリック教会

#### 日本のカトリック教会
1985年のカトリック中央協議会発行の『祖先と死者についてのカトリック信者の手引』で、家全体がカトリックになったらできれば家庭祭壇だけにしたらいいが、親戚づきあいで仏壇を除去できない場合はそれを安置してもかまわないとし、仏壇を家庭祭壇として使う場合には、仏像、掛け軸を他に移して、キリスト像、十字架像、マリア像を置き、位牌も一緒におくこともできるとしている。また、死者との交わりを深めるのは家族の務めであり、死者のための祈りをするように教えている。

### プロテスタント
改革派教会においてはローマ教皇を中心とするカトリック教会の刻んだ像も偶像と断定して除去した。この系統のプロテスタントにおいては今日でもその立場である。
ドイツルーテル教会のマリア福音姉妹会創立者マザー・バジリア・シュリンクは、キリスト教に回心した者たちは、呪物や偶像を焼き払うことを常にしてきたのであり、以前の宗教の音楽から手を切り、悪霊に関わる儀式や場所から離れることも要求されていると述べている。

#### 日本のプロテスタント
日本に多い宗教は仏教や神道である。特に戦後の福音派は仏壇、神棚など日本の他宗教の偶像を聖書通りに取り扱うように教えてきた。
滝元明は、偶像崇拝は神の御前に最も大きな罪であると述べ、申命記に書かれている神の命令を引用している。
ただし、戦前の教会は偶像に対して異なる立場をとったことがある。戦前の教会が偶像問題に対して妥協的であった理由として、旧約聖書の知識に欠けていたことがあげられ、自由主義神学、高等批評によって信仰が骨抜きにされてきたと指摘されている。これは旧約に他宗教に囲まれた神の民が偶像に対応した歴史が書かれているからである。
日本キリスト改革派教会創立者で、聖書信仰運動の指導者岡田稔は、植村正久や内村鑑三は偶像教徒から回心して真の神を信じるようになった偉人だが、聖書観が弱かったと指摘している。植村自身は偶像崇拝を否定した。